# The Spoilers (film, 1930)
Pour les articles homonymes, voir The Spoilers.
Pour plus de détails, voir Fiche technique et Distribution.
The Spoilers est un film américain réalisé par Edwin Carewe et sorti en 1930.
Adapté d'une nouvelle de Rex Beach par Bartlett Cormack (en), le film avait fait l'objet d'adaptations en 1914 et 1923, mais c'est la première version parlante. Il a fait l'objet d'un remake en 1943 avec John Wayne et Marlène Dietrich.

## Synopsis
Durant la ruée vers l'or de 1898 à Nome en Alaska, Roy Glenister, un des riches propriétaires d'une mine est captivé par une jeune femme, Helen Chester.

## Fiche technique
- Réalisation : Edwin Carewe
- Scénario : Bartlett Cormack (en), Agnes Brand Leahy, d'après The Spoilers de Rex Beach
- Production : Paramount Pictures
- Image : Harry Fischbeck
- Lieu de tournage : Oregon
- Montage : William Shea
- Son : Western Electric Sound System
- Durée : 86 minutes
- Date de sortie : 20 septembre 1930

## Distribution
- Gary Cooper : Roy Glenister
- Kay Johnson : Helen Chester
- Betty Compson : Cherry Malotte
- Harry Green : Herman
- Slim Summerville : Slapjack Simms
- James Kirkwood Sr. : Joe Dextry
- George Irving : William Wheaton
- Knute Erickson : Capitaine Stevens
- Lloyd Ingraham : Juge Stillman
- Merrill McCormick : Mineur
- Edward Coxen
- William "Stage" Boyd
- Ed Brady